# 图勒·厄德隆德
图勒·厄德隆德（瑞典語：Ture Ödlund，1894年5月15日—1942年12月14日），瑞典男子冰壶运动员。他曾代表瑞典参加1924年冬季奥林匹克运动会冰壶比赛，获得一枚银牌。他于1942年在斯德哥尔摩去世。